# Piggkörvel
Piggkörvel (Caucalis platycarpos) är en växtart i släktet piggkörvlar och familjen flockblommiga växter. Den beskrevs av Carl von Linné och anses vara ensam art i sitt släkte.

## Utbredning
Piggkörvel växer vilt i så gott som hela kontinentala Europa samt i västra Nordafrika och Mellanöstern. Arten förekommer tillfälligt i Sverige, men reproducerar sig inte.

## Underarter
Utöver nominatformen C. p. platycarpos finns också underarten C. p. bischoffii.